# Monte Fossa delle Felci
Le Monte Fossa delle Felci est un stratovolcan éteint situé dans l'Est de l'île de Salina, l'une des îles Éoliennes, au nord de la Sicile. Avec une altitude de 962 mètres, c'est le point culminant de l'archipel.
Il est séparé du Monte dei Porri, un autre volcan s'élevant à 860 m d'altitude, par une dépression où se trouvent la localité de Valdichiesa (commune de Leni) et le sanctuaire historique de la Madonna del Terzito, un important lieu de pèlerinage.
Tous deux font partie de la réserve naturelle Le Montagne delle Felci e dei Porri.
Une autre île de l'archipel éolien, Filicudi, comporte également un petit sommet du même nom. La Fossa Felci de Filicudi s'élève à 774 m d'altitude.

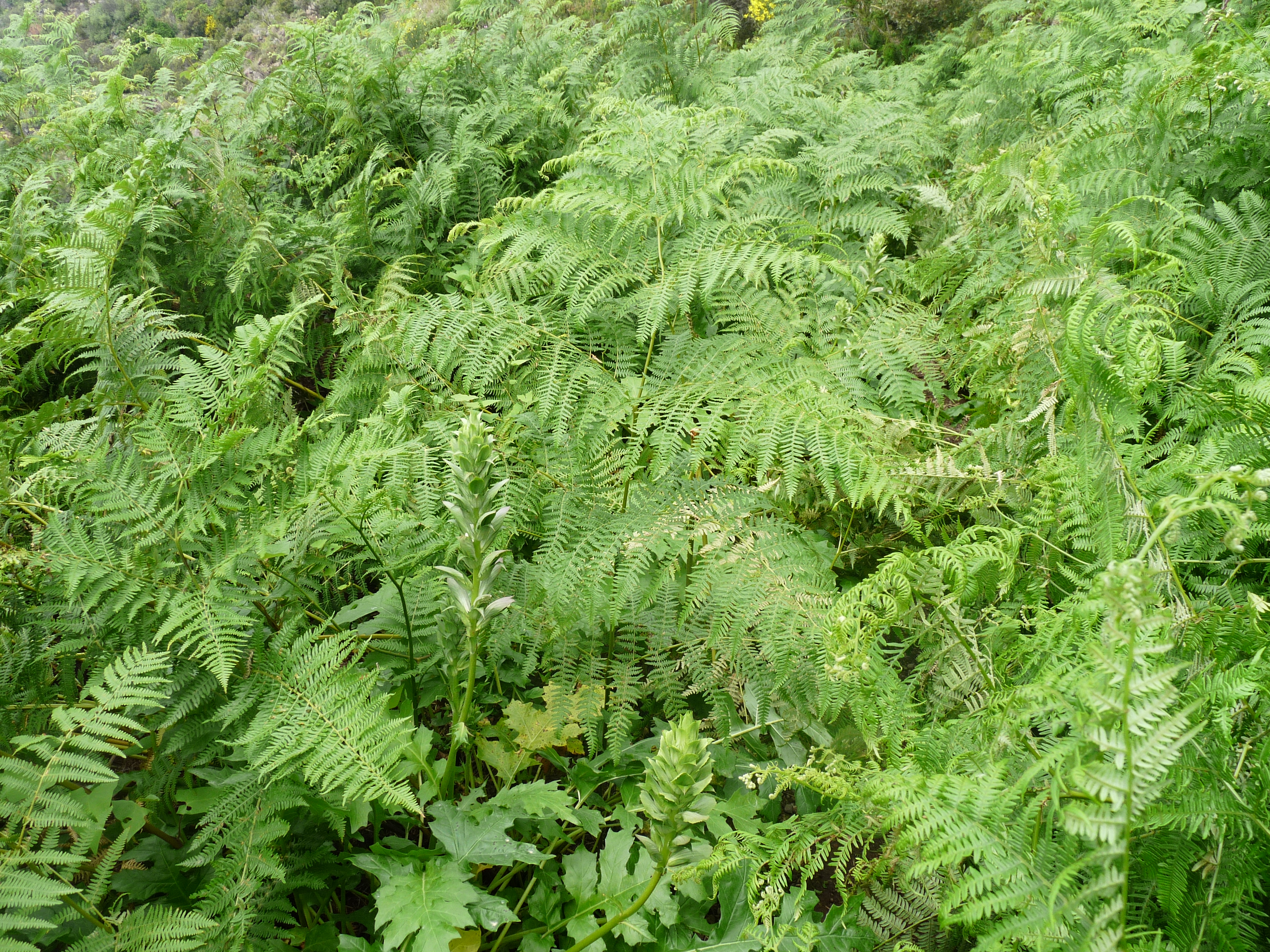
Les fougères auxquelles le volcan doit son nom.
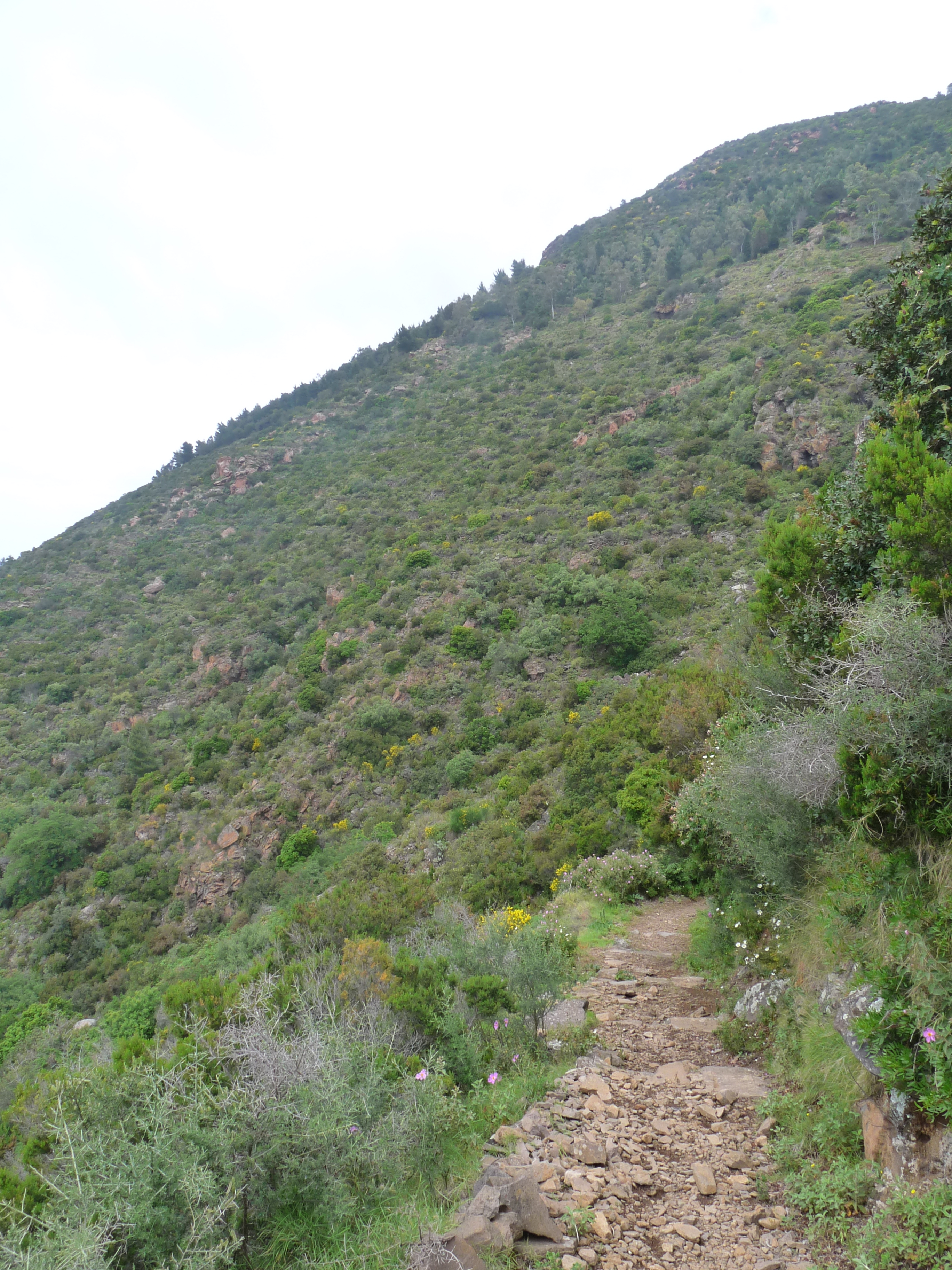
Sentier de randonnée.
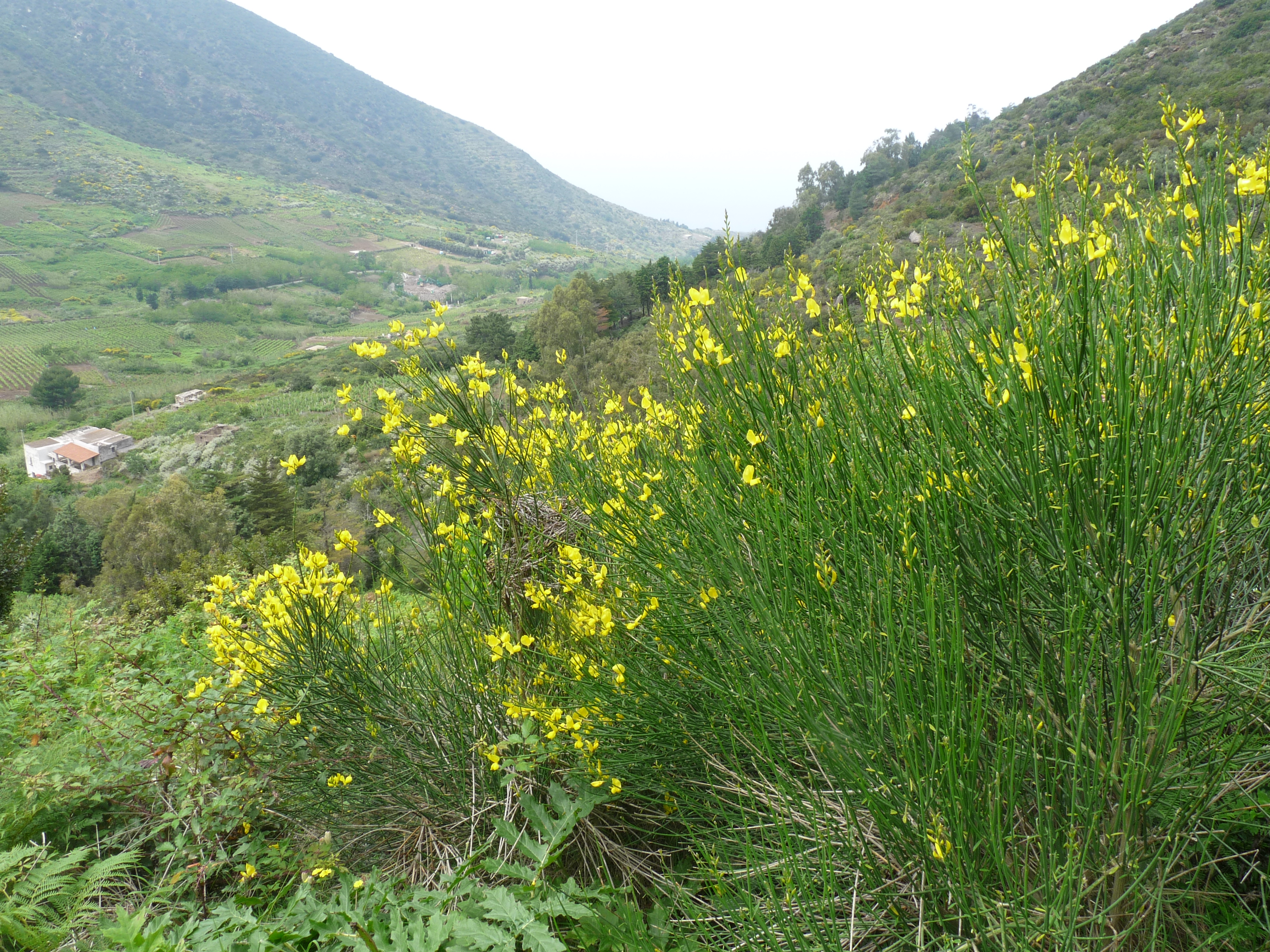
Valdichiesa : à droite le Monte Fossa delle Felci, à gauche le Monte dei Porri.